# NGC 4627
NGC 4627 (другие обозначения — UGC 7860, MCG 6-28-19, ZWG 188.15, ARP 281, KUG 1239+328A, PGC 42620) — галактика в созвездии Гончие Псы.
Этот объект входит в число перечисленных в оригинальной редакции «Нового общего каталога».
Галактика взаимодействует (сталкивается) с NGC 4656 и NGC 4631.